# Lichenophanes rutilans
Lichenophanes rutilans là một loài bọ cánh cứng trong họ Bostrichidae. Loài này được Reichardt miêu tả khoa học năm 1970.